# Золотой глобус (премия, 2023)
80-я церемония вручения наград премии «Золотой глобус» за заслуги в области кинематографа и телевидения за 2022 год состоялась 10 января 2023 года. Номинанты были объявлены 12 декабря 2022 года.
Церемония  транслировалась в прямом эфире телеканалом NBC и провайдером потокового вещания Peacock.

## Список событий
- 30 сентября 2022 года — начало подачи заявок на участие в конкурсе
- 7 ноября 2022 года — окончание подачи заявок
- 28 ноября 2022 года — окончание голосования по телевизионным номинациям
- 7 декабря 2022 года — окончание голосования по номинациям фильмов
- 12 декабря 2022 года — объявление номинаций
- 3 января 2023 года — финальное голосование по определению победителей
- 10 января 2023 года — церемония вручения премии

## Список лауреатов и номинантов
• Лауреаты выделены отдельным цветом. 

### Игровое кино
Количество наград/номинаций:
- 3/8: «Банши Инишерина»
- 2/6: «Всё везде и сразу»
- 2/5: «Фабельманы»
- 1/5: «Вавилон»
- 1/3: «Тар», «Элвис», «Пиноккио Гильермо дель Торо»
- 1/2: «Чёрная пантера: Ваканда навеки», «RRR: Рядом ревёт революция»
- 1/1: «Аргентина, 1985»
- 0/2: «Аватар: Путь воды», «Топ Ган: Мэверик», «Треугольник печали», «Достать ножи: Стеклянная луковица», «Говорят женщины», «Меню».

| Категории                             | Номинанты | Номинанты |
| ------------------------------------- | --- | --- |
| Лучший фильм — драма                  | • Фабельманы / The Fabelmans | • Фабельманы / The Fabelmans |
| Лучший фильм — драма                  | • Аватар: Путь воды / Avatar: The Way of Water                                                                                                | |
| Лучший фильм — драма                  | • Элвис / Elvis | |
| Лучший фильм — драма                  | • Тар / TÁR | |
| Лучший фильм — драма                  | • Топ Ган: Мэверик / Top Gun: Maverick | |
| Лучший фильм — комедия или мюзикл     | • Банши Инишерина / The Banshees of Inisherin                                                                                                 | • Банши Инишерина / The Banshees of Inisherin                                                                                                 |
| Лучший фильм — комедия или мюзикл     | • Вавилон / Babylon | |
| Лучший фильм — комедия или мюзикл     | • Всё везде и сразу / Everything Everywhere All at Once                                                                                       | |
| Лучший фильм — комедия или мюзикл     | • Достать ножи: Стеклянная луковица / Glass Onion: A Knives Out Mystery                                                                       | |
| Лучший фильм — комедия или мюзикл     | • Треугольник печали / Triangle of Sadness | |
| Лучшая режиссура                      | | • Стивен Спилберг — «Фабельманы» |
| Лучшая режиссура                      | • Джеймс Кэмерон — «Аватар: Путь воды» | |
| Лучшая режиссура                      | • Дэн Кван и Дэниел Шайнерт — «Всё везде и сразу»                                                                                             | |
| Лучшая режиссура                      | • Баз Лурман — «Элвис» | |
| Лучшая режиссура                      | • Мартин Макдонах — «Банши Инишерина» | |
| Лучший актёр в драматическом фильме   | | • Остин Батлер — «Элвис» (за роль Элвиса Пресли)                                                                                              |
| Лучший актёр в драматическом фильме   | • Брендан Фрейзер — «Кит» (за роль Чарли) | |
| Лучший актёр в драматическом фильме   | • Хью Джекман — «Сын» (за роль Питера Миллера)                                                                                                | |
| Лучший актёр в драматическом фильме   | • Билл Найи — «Жить» (за роль мистера Уильямса)                                                                                               | |
| Лучший актёр в драматическом фильме   | • Джереми Поуп — «Проверка» (за роль Эллиса Френча)                                                                                           | |
| Лучшая актриса в драматическом фильме | | • Кейт Бланшетт — «Тар» (за роль Лидии Тар)                                                                                                   |
| Лучшая актриса в драматическом фильме | • Ана Де Армас — «Блондинка» (за роль Мэрилин Монро)                                                                                          | |
| Лучшая актриса в драматическом фильме | • Оливия Колман — «Империя света» (за роль Хилари Смол)                                                                                       | |
| Лучшая актриса в драматическом фильме | • Виола Дэвис — «Королева-воин» (за роль Наниски)                                                                                             | |
| Лучшая актриса в драматическом фильме | • Мишель Уильямс — «Фабельманы» (за роль Митци Фабельман)                                                                                     | |
| Лучший актёр в комедии или мюзикле    | | • Колин Фаррелл — «Банши Инишерина» (за роль Падраика Суиллеабхайна)                                                                          |
| Лучший актёр в комедии или мюзикле    | • Диего Кальва — «Вавилон» (за роль Манни Торреса)                                                                                            | |
| Лучший актёр в комедии или мюзикле    | • Дэниел Крейг — «Достать ножи: Стеклянная луковица» (за роль Бенуа Блана)                                                                    | |
| Лучший актёр в комедии или мюзикле    | • Адам Драйвер — «Белый шум» (за роль профессора Джека Глэдни)                                                                                | |
| Лучший актёр в комедии или мюзикле    | • Рэйф Файнс — «Меню» (за роль шеф-повара Словика)                                                                                            | |
| Лучшая актриса в комедии или мюзикле  | | • Мишель Йео — «Всё везде и сразу» (за роль Эвелин Вонг)                                                                                      |
| Лучшая актриса в комедии или мюзикле  | • Лесли Мэнвилл — «Миссис Харрис едет в Париж» (за роль Ады Харрис)                                                                           | |
| Лучшая актриса в комедии или мюзикле  | • Марго Робби — «Вавилон» (за роль Нелли Ларой)                                                                                               | |
| Лучшая актриса в комедии или мюзикле  | • Аня Тейлор-Джой — «Меню» (за роль Марго) | |
| Лучшая актриса в комедии или мюзикле  | • Эмма Томпсон — «Любовь по вызову» (за роль Нэнси Стоукс)                                                                                    | |
| Лучший актёр второго плана            | | • Куан Ке Хюи — «Всё везде и сразу» (за роль Вэймонда Вонга)                                                                                  |
| Лучший актёр второго плана            | • Барри Кеоган — «Банши Инишерина» (за роль Доминика Кирни)                                                                                   | |
| Лучший актёр второго плана            | • Брэд Питт — «Вавилон» (за роль Джека Конрада)                                                                                               | |
| Лучший актёр второго плана            | • Брендан Глисон — «Банши Инишерина» (за роль Кольма Доэрти)                                                                                  | |
| Лучший актёр второго плана            | • Эдди Редмэйн — «Добрый медбрат» (за роль Чарльза Каллена)                                                                                   | |
| Лучшая актриса второго плана          | | • Анджела Бассетт — «Чёрная пантера: Ваканда навеки» (за роль Рамонды)                                                                        |
| Лучшая актриса второго плана          | • Керри Кондон — «Банши Инишерина» (за роль Шивон Суиллеабхайн)                                                                               | |
| Лучшая актриса второго плана          | • Джейми Ли Кёртис — «Всё везде и сразу» (за роль Дейдры Боубейрдры)                                                                          | |
| Лучшая актриса второго плана          | • Долли Де Леон — «Треугольник печали» (за роль Эбигейл)                                                                                      | |
| Лучшая актриса второго плана          | • Кэри Маллиган — «Её правда» (за роль Меган Туэй)                                                                                            | |
| Лучший сценарий                       | | • Мартин Макдонах — «Банши Инишерина» |
| Лучший сценарий                       | • Дэн Кван и Дэниел Шайнерт — «Всё везде и сразу»                                                                                             | |
| Лучший сценарий                       | • Тодд Филд — «Тар» | |
| Лучший сценарий                       | • Сара Полли — «Говорят женщины» (на основе одноимённого романа Мириам Тоус)                                                                  | |
| Лучший сценарий                       | • Стивен Спилберг и Тони Кушнер — «Фабельманы»                                                                                                | |
| Лучшая музыка к фильму                | | • Джастин Гурвиц — «Вавилон» |
| Лучшая музыка к фильму                | • Александр Деспла — «Пиноккио Гильермо дель Торо»                                                                                            | |
| Лучшая музыка к фильму                | • Хильдур Гуднадоуттир — «Говорят женщины» | |
| Лучшая музыка к фильму                | • Картер Бёруэлл — «Банши Инишерина» | |
| Лучшая музыка к фильму                | • Джон Уильямс — «Фабельманы» | |
| Лучшая песня                          | • Naatu Naatu — «RRR: Рядом ревёт революция» — музыка и слова: М. М. Киравани, Каала Бхайрава и Рахул Сиплигундж                              | • Naatu Naatu — «RRR: Рядом ревёт революция» — музыка и слова: М. М. Киравани, Каала Бхайрава и Рахул Сиплигундж                              |
| Лучшая песня                          | • Ciao Papa — «Пиноккио Гильермо дель Торо» — музыка и слова: Александр Деспла, Робан Кац и Гильермо дель Торо                                | |
| Лучшая песня                          | • Hold My Hand — «Топ Ган: Мэверик» — музыка и слова: Леди Гага, BloodPop и Бенджамин Райс                                                    | |
| Лучшая песня                          | • Lift Me Up — «Чёрная пантера: Ваканда навеки» — музыка и слова: Рианна, Tems, Райан Куглер и Людвиг Йоранссон                               | |
| Лучшая песня                          | • Carolina — «Там, где раки поют» — музыка и слова: Тейлор Свифт                                                                              | |
| Лучший анимационный фильм             | • Пиноккио Гильермо дель Торо / Guillermo del Toro’s Pinocchio (Гильермо дель Торо, Лиза Хенсон, Алекс Балкли, Кори Камподонико и Гэри Унгар) | • Пиноккио Гильермо дель Торо / Guillermo del Toro’s Pinocchio (Гильермо дель Торо, Лиза Хенсон, Алекс Балкли, Кори Камподонико и Гэри Унгар) |
| Лучший анимационный фильм             | • Ину-о: Рождение легенды / Inu-Oh | |
| Лучший анимационный фильм             | • Марсель, ракушка в ботинках / Marcel the Shell with Shoes On                                                                                | |
| Лучший анимационный фильм             | • Кот в сапогах 2: Последнее желание / Puss in Boots: The Last Wish                                                                           | |
| Лучший анимационный фильм             | • Я краснею / Turning Red | |
| Лучший фильм на иностранном языке     | • Аргентина, 1985 / Argentina, 1985 (Аргентина), реж. Сантьяго Митре                                                                          | • Аргентина, 1985 / Argentina, 1985 (Аргентина), реж. Сантьяго Митре                                                                          |
| Лучший фильм на иностранном языке     | • На Западном фронте без перемен / Im Westen nichts Neues (Германия), реж. Эдвард Бергер                                                      | |
| Лучший фильм на иностранном языке     | • Близко / Close (Бельгия), реж. Лукас Донт                                                                                                   | |
| Лучший фильм на иностранном языке     | • Решение уйти / 헤어질 결심 (Южная Корея), реж. Пак Чхан Ук                                                                                  | |
| Лучший фильм на иностранном языке     | • RRR: Рядом ревёт революция / రౌద్రం రణం రుధిరం (Индия), реж. С. С. Раджамаули                                                                      | |

### Телевизионные категории
Количество наград/номинаций:
- 3/5: «Начальная школа Эбботт»
- 2/4: «Белый лотос»
- 1/4: «Монстр: История Джеффри Дамера»
- 1/3: «Озарк», «Чёрная птица»
- 1/2: «Выбывшая», «Дом Дракона», «Медведь»
- 1/1: «Йеллоустоун», «Эйфория»
- 0/4: «Корона», «Пэм и Томми», «Убийства в одном здании»
- 0/3: «Разделение», «Хитрости»
- 0/2: «Барри», «Лучше звоните Солу», «Озарк», «Под знаменем небес», «Старик», «Уэнсдэй»

| Категории                                                                          | Лауреаты и номинанты                                                           | Лауреаты и номинанты |
| ---------------------------------------------------------------------------------- | ------------------------------------------------------------------------------ | -------------------- |
| Лучший телевизионный сериал (драма)                                                | • Дом Дракона / House of the Dragon                                            |                      |
| Лучший телевизионный сериал (драма)                                                | • Корона / The Crown                                                           |                      |
| Лучший телевизионный сериал (драма)                                                | • Лучше звоните Солу / Better Call Saul                                        |                      |
| Лучший телевизионный сериал (драма)                                                | • Озарк / Ozark                                                                |                      |
| Лучший телевизионный сериал (драма)                                                | • Разделение / Severance                                                       |                      |
| Лучший телевизионный сериал (комедия или мюзикл)                                   | • Начальная школа Эбботт / Abbott Elementary                                   |                      |
| Лучший телевизионный сериал (комедия или мюзикл)                                   | • Медведь / The Bear                                                           |                      |
| Лучший телевизионный сериал (комедия или мюзикл)                                   | • Убийства в одном здании / Only Murders in the Building                       |                      |
| Лучший телевизионный сериал (комедия или мюзикл)                                   | • Уэнсдэй / Wednesday                                                          |                      |
| Лучший телевизионный сериал (комедия или мюзикл)                                   | • Хитрости / Hacks                                                             |                      |
| Лучший мини-сериал или телефильм                                                   | • Белый лотос / The White Lotus                                                |                      |
| Лучший мини-сериал или телефильм                                                   | • Выбывшая / The Dropout                                                       |                      |
| Лучший мини-сериал или телефильм                                                   | • Монстр: История Джеффри Дамера / Dahmer – Monster: The Jeffrey Dahmer Story  |                      |
| Лучший мини-сериал или телефильм                                                   | • Пэм и Томми / Pam & Tommy                                                    |                      |
| Лучший мини-сериал или телефильм                                                   | • Чёрная птица / Black Bird                                                    |                      |
| Лучший актёр в драматическом телесериале                                           | • Кевин Костнер — «Йеллоустоун» (за роль Джона Даттона)                        |                      |
| Лучший актёр в драматическом телесериале                                           | • Джефф Бриджес — «Старик» (за роль Дэна Чейза)                                |                      |
| Лучший актёр в драматическом телесериале                                           | • Диего Луна — «Андор» (за роль Кассиана Андора)                               |                      |
| Лучший актёр в драматическом телесериале                                           | • Боб Оденкёрк — «Лучше звоните Солу» (за роль Сола Гудмана)                   |                      |
| Лучший актёр в драматическом телесериале                                           | • Адам Скотт — «Разделение» (за роль Марка Скаута)                             |                      |
| Лучшая актриса в драматическом телесериале                                         | • Зендея — «Эйфория» (за роль Ру Беннетт)                                      |                      |
| Лучшая актриса в драматическом телесериале                                         | • Эмма Д'Арси — «Дом Дракона» (за роль Рейениры Таргариен)                     |                      |
| Лучшая актриса в драматическом телесериале                                         | • Лора Линни — «Озарк» (за роль Венди Бёрд)                                    |                      |
| Лучшая актриса в драматическом телесериале                                         | • Имельда Стонтон — «Корона» (за роль королевы Елизаветы II)                   |                      |
| Лучшая актриса в драматическом телесериале                                         | • Хилари Суэнк — «Аляска Дейли» (за роль Эйлин Фицджеральд)                    |                      |
| Лучший актёр в комедийном телесериале, или мюзикле                                 | • Джереми Аллен Уайт — «Медведь» (за роль Кармена «Карми» Берзатто)            |                      |
| Лучший актёр в комедийном телесериале, или мюзикле                                 | • Дональд Гловер — «Атланта» (за роль Эрнеста «Эрна» Марка)                    |                      |
| Лучший актёр в комедийном телесериале, или мюзикле                                 | • Стив Мартин — «Убийства в одном здании» (за роль Чарльз-Хейдена Сэвиджа)     |                      |
| Лучший актёр в комедийном телесериале, или мюзикле                                 | • Билл Хейдер — «Барри» (за роль Барри Беркмана / Барри Блока)                 |                      |
| Лучший актёр в комедийном телесериале, или мюзикле                                 | • Мартин Шорт — «Убийства в одном здании» (за роль Оливера Патнэма)            |                      |
| Лучшая актриса в комедийном телесериале, или мюзикле                               | • Квинта Брансон — «Начальная школа Эбботт» (за роль Джанин Тигс)              |                      |
| Лучшая актриса в комедийном телесериале, или мюзикле                               | • Селена Гомес — «Убийства в одном здании» (за роль Мэйбл Моры)                |                      |
| Лучшая актриса в комедийном телесериале, или мюзикле                               | • Кейли Куоко — «Бортпроводница» (за роль Кассандры «Кэсси» Боуден)            |                      |
| Лучшая актриса в комедийном телесериале, или мюзикле                               | • Дженна Ортега — «Уэнсдэй» (за роль Уэнсдэй Аддамс)                           |                      |
| Лучшая актриса в комедийном телесериале, или мюзикле                               | • Джин Смарт — «Хитрости» (за роль Деборы Вэнс)                                |                      |
| Лучший актёр в мини-сериале или телефильме                                         | • Эван Питерс — «Монстр: История Джеффри Дамера» (за роль Джеффри Дамера)      |                      |
| Лучший актёр в мини-сериале или телефильме                                         | • Эндрю Гарфилд — «Под знаменем небес» (за роль детектива Джеба Пайри)         |                      |
| Лучший актёр в мини-сериале или телефильме                                         | • Колин Фёрт — «Лестница» (за роль Майкла Питерсона)                           |                      |
| Лучший актёр в мини-сериале или телефильме                                         | • Себастиан Стэн — «Пэм и Томми» (за роль Томми Ли)                            |                      |
| Лучший актёр в мини-сериале или телефильме                                         | • Тэрон Эджертон — «Чёрная птица» (за роль Джеймса «Джимми» Кина)              |                      |
| Лучший актриса в мини-сериале или телефильме                                       | • Аманда Сейфрид — «Выбывшая» (за роль Элизабет Холмс)                         |                      |
| Лучший актриса в мини-сериале или телефильме                                       | • Джулия Гарнер — «Изобретая Анну» (за роль Анны Сорокиной / Анны Делви)       |                      |
| Лучший актриса в мини-сериале или телефильме                                       | • Лили Джеймс — «Пэм и Томми» (за роль Памелы Андерсон)                        |                      |
| Лучший актриса в мини-сериале или телефильме                                       | • Джулия Робертс — «Газлит» (за роль Марты Митчелл)                            |                      |
| Лучший актриса в мини-сериале или телефильме                                       | • Джессика Честейн — «Джордж и Тэмми» (за роль Тэмми Уайнетт)                  |                      |
| Лучший актёр второго плана в комедийно-музыкальном или драматическом телесериале   | • Тайлер Джеймс Уильямс — «Начальная школа Эбботт» (за роль Грегори Эдди)      |                      |
| Лучший актёр второго плана в комедийно-музыкальном или драматическом телесериале   | • Джон Литгоу — «Старик» (за роль Гарольда Харпера)                            |                      |
| Лучший актёр второго плана в комедийно-музыкальном или драматическом телесериале   | • Джонатан Прайс — «Корона» (за роль принца Филиппа)                           |                      |
| Лучший актёр второго плана в комедийно-музыкальном или драматическом телесериале   | • Джон Туртурро — «Разделение» (за роль Ирвинга Бейлифа)                       |                      |
| Лучший актёр второго плана в комедийно-музыкальном или драматическом телесериале   | • Генри Уинклер — «Барри» (за роль Джина Кузино)                               |                      |
| Лучшая актриса второго плана в комедийно-музыкальном или драматическом телесериале | • Джулия Гарнер — «Озарк» (за роль Рут Лангмор)                                |                      |
| Лучшая актриса второго плана в комедийно-музыкальном или драматическом телесериале | • Элизабет Дебики — «Корона» (за роль принцессы Дианы)                         |                      |
| Лучшая актриса второго плана в комедийно-музыкальном или драматическом телесериале | • Жанель Джеймс — «Начальная школа Эбботт» (за роль Авы Коулман)               |                      |
| Лучшая актриса второго плана в комедийно-музыкальном или драматическом телесериале | • Шерил Ли Ральф — «Начальная школа Эбботт» (за роль Барбары Говард)           |                      |
| Лучшая актриса второго плана в комедийно-музыкальном или драматическом телесериале | • Ханна Эйнбиндер — «Хитрости» (за роль Авы Дэниелс)                           |                      |
| Лучший актёр второго плана в телесериале, мини-сериале или телефильме              | • Пол Уолтер Хаузер — «Чёрная птица» (за роль Ларри Холла)                     |                      |
| Лучший актёр второго плана в телесериале, мини-сериале или телефильме              | • Ф. Мюррей Абрахам — «Белый лотос» (за роль Берта Ди Грассо)                  |                      |
| Лучший актёр второго плана в телесериале, мини-сериале или телефильме              | • Донал Глисон — «Пациент» (за роль Сэма Фортнера)                             |                      |
| Лучший актёр второго плана в телесериале, мини-сериале или телефильме              | • Ричард Дженкинс — «Монстр: История Джеффри Дамера» (за роль Лайонела Дамера) |                      |
| Лучший актёр второго плана в телесериале, мини-сериале или телефильме              | • Сет Роген — «Пэм и Томми» (за роль Рэнда Готье)                              |                      |
| Лучшая актриса второго плана в телесериале, мини-сериале или телефильме            | • Дженнифер Кулидж — «Белый лотос» (за роль Тани Маккуойд-Хант)                |                      |
| Лучшая актриса второго плана в телесериале, мини-сериале или телефильме            | • Клэр Дэйнс — «Флейшман в беде» (за роль Рэйчел Флейшман)                     |                      |
| Лучшая актриса второго плана в телесериале, мини-сериале или телефильме            | • Ниси Нэш — «Монстр: История Джеффри Дамера» (за роль Гленды Кливленд)        |                      |
| Лучшая актриса второго плана в телесериале, мини-сериале или телефильме            | • Обри Плаза — «Белый лотос» (за роль Харпер Спиллер)                          |                      |
| Лучшая актриса второго плана в телесериале, мини-сериале или телефильме            | • Дейзи Эдгар-Джонс — «Под знаменем небес» (за роль Бренды Лафферти)           |                      |

## Специальные награды
| Премия Сесиля Б. Де Милля (Награда за вклад в кинематограф)         |  | • Эдди Мёрфи  |
| Премия имени Кэрол Бёрнетт (награда за вклад в области телевидения) |  | • Райан Мёрфи |

## Скандал
После того, как в 2021 году журналисты из Los Angeles Times выяснили, что члены Голливудской ассоциации иностранной прессы (HFPA) характеризуются отсутствием разнообразия (среди них, например, нет ни одного чернокожего) и занимаются сомнительной деловой практикой, это привело к скандалу. В 2022 году телеканал NBC отменил трансляцию гала-вечера, которую проводил с 1996 года. Впоследствии HFPA была преобразована в коммерческую компанию под руководством её нового владельца и генерального директора Тодда Боэли. Был избран новый совет директоров, в который вошли три человека, не являющиеся членами HFPA. Также была создана должность главного специалиста по разнообразию, а предыдущие члены HFPA были повторно аккредитованы в рамках официального процесса рассмотрения. Кроме того, были назначены 103 новых члена, что должно обеспечить большее разнообразие. Таким образом, считается, что HFPA состоит в общей сложности из 52 % женщин, 51,5 % из которых имеют этнические корни. 19,5 % членов — латиноамериканцы, 12 % — азиаты, 10 % — чернокожие и столько же — выходцы с Ближнего Востока. В общей сложности представлены 62 страны. Ранее в состав комиссии входили около 80 человек.
В конце сентября 2022 года HFPA объявила, что разделит предыдущие категории актёров второго плана в телевизионных номинациях. Начиная с 2023 года, лауреаты премии будут выбираться в следующих категориях:
- Лучший актёр второго плана в телевизионном сериале/мюзикле-комедии или драме.
- Лучшая актриса второго плана в телевизионном сериале/мюзикле-комедии или драме.
- Лучший актёр второго плана в ограниченном сериале/антологии или фильме, снятом для телевидения.
- Лучшая актриса второго плана в ограниченном сериале/антологии или фильме, снятом для телевидения.

Ранее существовала только одна категория для каждого из актёров и актрис, причем актёрские работы из сериалов, многосерийных сериалов и телефильмов соревновались между собой.
Теоретически, на номинацию может претендовать любой художественный фильм или телевизионная продукция, выпущенная в 2022 календарном году (для неанглоязычных художественных фильмов действует более длительный период). Киностудии, телевизионные сети и платформы потокового вещания также имеют возможность представить свои предложения по конкретным категориям непосредственно в HFPA. При этом они также могут добровольно предлагать официальные показы членам HFPA или предоставлять свой контент иным образом.

## Производство
Вручение транслировалось в прямом эфире в США компанией NBC, а также провайдером потокового вещания Peacock. После скандала NBC заключил контракт только на один год. В качестве шоураннеров и исполнительных продюсеров выступили Джесси Коллинз и Дионн Хармон. Обе получили «Эмми» в 2022 году за продюсирование Super Bowl LVI halftime. Коллинз также продюсировала две последние премии «Грэмми» и «Оскар» в 2021 году.
В отличие от прошлых лет, вручение наград в 2023 году прошло во вторник, а не в традиционное воскресенье. Воскресенье и понедельник (8-9 января) уже были заняты на NBC спортивными трансляциями NFL и игр национального чемпионата по футболу College Football Playoff (NCAA), а следующее воскресенье (15 января) было занято вручением кинопремии Critics' Choice Movie Awards. В прошлом премия «Золотой глобус» была самым просматриваемым неспортивным телепроектом NBC.